# راکی کرول
راکی کرول (انگلیسی: Rocky Carroll؛ زادهٔ ۸ ژوئیهٔ ۱۹۶۳) هنرپیشه اهل ایالات متحده آمریکا است. وی از سال ۱۹۸۹ میلادی تاکنون مشغول فعالیت بوده‌است.

## گزیده فیلمشناسی
از فیلم‌ها یا برنامه‌های تلویزیونی که وی در آن نقش داشته‌است می‌توان به آثار زیر اشاره کرد.
- متولد چهارم جولای (۱۹۸۹)
- مقدمه یک بوسه (۱۹۹۲)
- تعقیب (۱۹۹۴)
- جزر و مد سرخ (۱۹۹۵)
- اعتیاد به سفید بزرگ (۱۹۹۶)
- بهترین طرح‌های ارائه شده (۱۹۹۹)
- شیفته زن‌ها (فیلم ۲۰۰۰) (۲۰۰۰)
- مرد بله‌گو (۲۰۰۸)
- لیگ عدالت: جنگ (۲۰۱۴)
- حکمرانی سوپرمن‌ها (۲۰۱۹)
- بال غربی (مجموعه تلویزیونی) (۲۰۰۱)
- بخش فوریت‌های پزشکی (مجموعه تلویزیونی) (۲۰۰۴)
- پدر غرور (۲۰۰۴)
- بوستون لیگال (۲۰۰۴)
- آناتومی گری (مجموعه تلویزیونی) (۲۰۰۷)
- ان‌سی‌آی‌اس (۲۰۰۸–اکنون)
- ان‌سی‌آی‌اس: لس آنجلس (۲۰۰۹–۲۰۱۴)
- ان‌سی‌آی‌اس: نیواورلئان (۲۰۱۴)